# Jevgenia Poljakova
Jevgenia Poljakova (ryska: Евгения Андреевна Полякова), född den 29 maj 1983 i är en rysk friidrottare som tävlar i kortdistanslöpning.
Poljakova deltog vid inomhus-EM 2007 där hon slutade tvåa på 60 meter. Vid VM utomhus samma år blev hon utslagen i semifinalen på 100 meter. Vid inomhus-VM 2008 i Valencia gick hon vidare till final på 60 meter men slutade på femte plats.
Hon deltog vid Olympiska sommarspelen 2008 där hon blev utslagen i semifinalen på 100 meter. Däremot blev hon guldmedaljör i stafett på 4 x 100 meter.
Hon deltog även vid EM-inomhus 2009 då hon vann guld på 60 meter på tiden 7,18.